# 211.ª Brigada Mixta (Ejército Popular de la República)
La 211.ª Brigada Mixta fue una unidad del Ejército Popular de la República que combatió durante la Guerra Civil Española. A lo largo de la contienda estuvo presente en los frentes de Aragón y Levante.

## Historial
La unidad fue creada en agosto de 1937 en Tortosa a partir de los batallones 3.º, 5.º y 37.º de Carabineros. El mando de la nueva 211.ª Brigada Mixta recayó en el mayor de milicias Antonio Pérez Quijano. Trasladada a Sueca y Sagunto, posteriormente sería enviada al frente de Aragón. El 1 de septiembre atacó las posiciones franquistas en «Los Pedruscos» junto a la brigada «Garibaldi», si bien el ataque no consiguió los objetivos que buscaba. Situada en Aliaga, el 28 de septiembre acudió al frente de Zaragoza para tomar parte en las ofensivas republicanas, donde sostuvo diversos combates. Con posterioridad pasaría a constituir la reserva del XII Cuerpo de Ejército.
El 12 de febrero de 1938 la 211.ª BM fue enviada al frente de Teruel, donde actuó como refuerzo de la 27.ª División en el sector de Montalbán.
El 10 de marzo, tras el comienzo de la ofensiva franquista en el frente de Aragón, la 211.ª BM fue enviada a Lécera para intentar frenar la infiltración enemiga —tras el derrumbamiento del frente en Belchite—. Al día siguiente se retiró a la zona de Oliete-Alarcón, donde sería batiada por la ofensiva enemiga. El día 13 perdió las poblaciones de Ariño, Alloza y Andorra, tras haber sufrido graves bajas, siendo enviada a cubrir el área del río Guadalope y Calanda. Para entonces uno de los batallones de la 211.ª BM había quedado aislado al norte del río Ebro, perseguido por las fuerzas de la 5.ª División de Navarra.
La brigada pasó a ser mandada por el comandante de carabineros José Fortuny Girona. Quedó agregada al XXI Cuerpo de Ejército como una brigada suelta. A finales de marzo la unidad tomó parte en los contraataques republicanos contra las cabezas de puente de Castelserás y Alcañiz, si bien el día 23 perdió varias cotas situadas a la derecha del río Guadalope, debiendo retirarse a Valdealgorfa. Si bien logró defender tenazmente esta población, el 28 de marzo hubo de retirase ante la presión enemiga.
Con posterioridad la 211.ª Brigada fue agregada a la 22.ª División, tomando parte en la batalla de Levante. Tras el final de los combates en Levante fue agregada a la 40.ª División del XVII Cuerpo de Ejército, sin volver a tomar parte en operaciones militares de relevancia.

## Mandos
Comandantes
- mayor de milicias Antonio Pérez Quijano;[10][11]
- comandante de carabineros José Fortuny Girona;